# Lerista storri
Lerista storri är en ödleart som beskrevs av  Allen E. Greer MCDONALD och LAWRIE 1983. Lerista storri ingår i släktet Lerista och familjen skinkar. Inga underarter finns listade i Catalogue of Life.